# Adílson Batista
Adílson Dias Batista (Adrianópolis, 16 marzo 1968) è un allenatore di calcio ed ex calciatore brasiliano, di ruolo difensore, tecnico del Amazonas.

## Palmarès

### Giocatore

#### Competizioni statali
- Campionato Paranaense: 1

Atlético Paranaense: 1988
- Campionato Mineiro: 2

Cruzeiro: 1990, 1992
- Campionato Gaúcho: 2

Grêmio: 1995, 1996

#### Competizioni nazionali
- Campionato brasiliano: 1

Grêmio: 1996
- Campionato giapponese: 1

Júbilo Iwata: 1997
- Coppa Yamazaki Nabisco: 1

Júbilo Iwata: 1998

#### Competizioni internazionali
- Supercoppa Sudamericana: 2

Cruzeiro: 1991, 1992
- Coppa Libertadores: 1

Grêmio: 1995
- Recopa Sudamericana: 1

Grêmio: 1996
- Campionato d'Asia per club: 1

Júbilo Iwata: 1999
- Supercoppa d'Asia: 1

Júbilo Iwata: 1999
- Coppa del mondo per club: 1

Corinthians: 2000

### Allenatore
- Campionato Potiguar: 1

América-RN: 2002
- Campionato Catarinense: 1

Figueirense: 2004
- Campionato Mineiro: 2

Cruzeiro: 2008, 2009